# THE SUN IS MY ENEMY
「THE SUN IS MY ENEMY 太陽は僕の敵」（ザ・サン・イズ・マイ・エネミー たいようはぼくのてき）は、1993年9月1日に発売されたCornelius通算1作目のシングル。

## 解説
フリッパーズ・ギターを解散した小山田圭吾が、自身が主宰したTrattoria Recordsからリリースのコンピレーション・アルバムへの参加やbridgeのプロデュースなどを経て、初めてCORNELIUS名義でリリースした、1作目のシングルである。トラットリア・メニュー21。「DIAMOND BOSSA」にはASA-CHANGがパーカッションで参加している。アートワークは信藤三雄。

## 収録曲
1. THE SUN IS MY ENEMY 太陽は僕の敵 （5分38秒）
2. DIAMOND BOSSA ダイアモンド・ボッサ （3分22秒）
3. THE SUN IS MY ENEMY 太陽は僕の敵（インストゥルメンタル） （5分37秒）

## 収録アルバム
1. 未収録
アルバム『THE FIRST QUESTION AWARD』には、『HOLIDAYS IN THE SUN E.P.』収録のLong Editで収録されている。
2. 未収録
『THE FIRST QUESTION AWARD』リマスター盤、『HOLIDAYS IN THE SUN E.P.』に別ヴァージョンが収録されている。
3. 未収録